# Ashland (Wirginia)
Ashland – miasto w Stanach Zjednoczonych, w stanie Wirginia, w hrabstwie Hanover.